# Липовецкое озеро
Липовецкое озеро — озеро в Украинских Карпатах, в пределах Хустского района Закарпатской области.
Расположено на северо-восточном склоне горного массива Тупой, выше села Липча (отсюда и название). Озеро вулканического происхождения, находится на высоте ок. 400 м над у.м. Площадь — 0,18 га.
Холодная прозрачная вода озера заполняет воронкообразную яму, которая возникла на месте бокового кратера потухшего вулкана. Озеро не имеет притоков, питается подземными водами, которые поступают с больших глубин. Отсюда и пошло поверье, будто озеро не имеет дна. Из озера сильной струей течёт горный поток. Липовецкое озеро — ценный памятник вулканизма в Карпатах.